# Lichtstärke (Photometrie)
Die Lichtstärke (englisch luminous intensity, Formelzeichen Iv, intensity of visible light) gibt den auf den Raumwinkel bezogenen Lichtstrom an. Sie beschreibt somit eine Eigenschaft der Lichtquelle und ist unabhängig von der Position des Beobachters. Ihre SI-Einheit ist die Candela (cd).
Die Lichtstärke ist eine photometrische Größe, die über den radiometrischen Aspekt hinaus den physiologischen Einfluss der Hellempfindlichkeitskurve des menschlichen Auges einbezieht. Ihre radiometrische Entsprechung ist die Strahlstärke Ie.

## Definition und Einheit

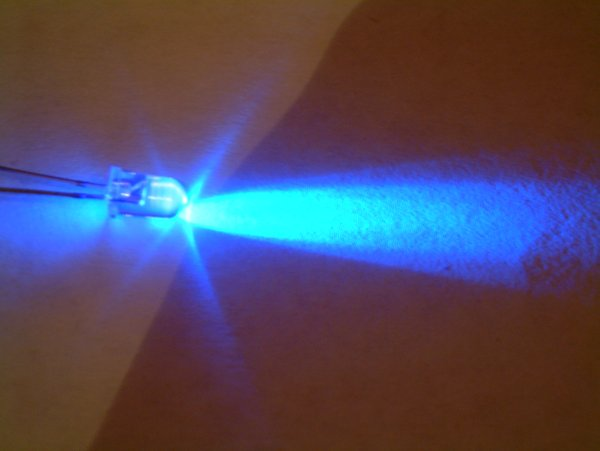
Die meisten Lichtquellen geben in unterschiedliche Richtungen unterschiedlich viel Licht ab.

Der Lichtstrom {\displaystyle \textstyle \Phi _{\mathrm {v} }}, den eine Lichtquelle aussendet, ist definitionsgemäß gleich der Strahlungsleistung {\displaystyle \textstyle \Phi _{\mathrm {e} }}, gewichtet mit der Empfindlichkeit des menschlichen Auges, die stark von der Wellenlänge abhängt. Von Interesse ist aber nicht nur der insgesamt ausgestrahlte Lichtstrom, sondern auch die mögliche Fokussierung in eine Richtung. Ein Scheinwerfer, der das Licht in eine Richtung bündelt, erscheint „heller“ als eine Lampe, die den gleichen Lichtstrom rundum (isotrop) abstrahlt. Diese Richtungscharakteristik wird durch die Lichtstärke beschrieben, die als Lichtstrom durch Raumwinkel definiert ist: Wenn eine Lichtquelle den Lichtstrom {\displaystyle \textstyle \Phi _{\mathrm {v} }} (gemessen in der SI-Einheit Lumen) gleichmäßig in einen Raumwinkel {\displaystyle \textstyle \Omega } (gemessen in der SI-Einheit Steradiant) abgibt, so beträgt die Lichtstärke
{\displaystyle I_{\mathrm {v} }\,=\,{\frac {\Phi _{\mathrm {v} }}{\Omega }}\,}.

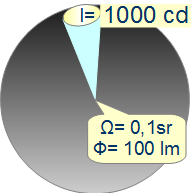
Spotlight

Die SI-Einheit der Lichtstärke ist entsprechend Lumen durch Steradiant (lm/sr) und hat den Namen „Candela“ (cd) (1 cd = 1 lm/sr).
Wenn beispielsweise eine Glühlampe den Lichtstrom Φv = 100 lm gleichmäßig in den vollen Raumwinkel von Ω = 4π sr emittiert, hat sie in alle Richtungen die Lichtstärke Iv = 100/4π lm/sr ≈ 8 cd. Wird dieser Lichtstrom hingegen als Spotlight in einen Raumwinkel der Größe Ω = 0,1 sr fokussiert, ergibt sich eine Lichtstärke von 1000 cd.
Im Allgemeinen sendet eine Lichtquelle in verschiedene Richtungen unterschiedlich viel Licht aus. Daher ist für die allgemeine Definition die Lichtstärke eine differentielle Größe, d. h., man betrachtet den Lichtstromanteil {\textstyle \mathrm {d} \Phi _{\mathrm {v} }}, der in ein infinitesimal kleines Raumwinkelelement {\textstyle \mathrm {d} \Omega } emittiert wird, und bildet den Quotienten:
{\displaystyle I_{\mathrm {v} }\,=\,{\frac {\mathrm {d} \Phi _{\mathrm {v} }}{\mathrm {d} \Omega }}}.

## Lichtstärke als Basisgröße
Die Lichtstärke gilt im Internationalen Größensystem als photometrische Basisgröße und die Candela im internationalen Einheitensystem als Basiseinheit. Diese Wahl erscheint zunächst wenig nachvollziehbar, da man aus moderner Sicht eher den Lichtstrom als fundamentale Größe ansehen würde. Zur Anfangszeit der Photometrie jedoch, als der visuelle Vergleich von Lichtquellen im Vordergrund stand, war die Lichtstärke diejenige Eigenschaft der Quellen, die am einfachsten einem Vergleich zugänglich war und die daher als die fundamentale photometrische Größe eingeführt wurde.

## Zusammenhang mit anderen Größen
Die Lichtstärke ist die photometrische Entsprechung zur radiometrischen Strahlstärke Ie. Ist die Strahlstärke der von einer Quelle in eine bestimmte Richtung abgegebenen elektromagnetischen Strahlung bekannt, so lässt sich daraus die entsprechende Lichtstärke ermitteln, indem die Beiträge der einzelnen Wellenlängen mit der jeweiligen photometrischen Strahlungsäquivalent K(λ) gewichtet werden, das die Empfindlichkeit des menschlichen Auges angibt. Die Lichtstärke beispielsweise einer Infrarot-Strahlungsquelle beliebiger Strahlungsintensität ist Null, da sie für das menschliche Auge unsichtbar ist. (Für Details siehe Lichtstrom#Definition.)
Der Lichtstrom {\textstyle \Phi _{\mathrm {v} }}, der von einer Lichtquelle in einen Raumwinkel {\textstyle \Omega } ausgesandt wird, überstreicht mit wachsendem Abstand {\textstyle r} eine immer größere Fläche {\textstyle A=\Omega r^{2}}. Daher nimmt die Beleuchtungsstärke {\textstyle E_{\mathrm {v} }=\Phi _{\mathrm {v} }/A}  gemäß dem photometrischen Entfernungsgesetz ab:
{\displaystyle E_{\mathrm {v} }\,=\,{\frac {I_{\mathrm {v} }}{r^{2}}}\cdot \cos \varepsilon \ }.
In dieser Formel ist der Fall berücksichtigt, dass die beleuchtete Fläche nicht immer senkrecht zur Strahlrichtung ist, sondern um einen Winkel {\displaystyle \varepsilon } geneigt sein kann.
Für Wahrnehmung der Helligkeit ist die Beleuchtungsstärke auf der Pupillenfläche des Beobachterauges maßgebend. Daher nimmt ein Beobachter mit zunehmender Entfernung die Lichtquelle als „schwächer“ wahr, obwohl die Lichtstärke unverändert ist.
Eine Lichtquelle mit einer kleinen Oberfläche wird als heller („gleißender“) empfunden als eine Lichtquelle mit gleicher physikalischer Lichtstärke, aber einer größeren Oberfläche. Die hier maßgebende Größe ist die Leuchtdichte Lv:
{\displaystyle L_{\mathrm {v} }\,=\,{\frac {I_{\mathrm {v} }}{A\,\cos \varepsilon }}\,}.
Während die Lichtstärke alle von der Lichtquelle in eine Richtung gesandten Lichtstrahlen umfasst, berücksichtigt die Leuchtdichte nur die von einem bestimmten Flächenelement {\displaystyle A} in diese Richtung ausgesandten Strahlen. Zusätzlich berücksichtigt diese Formel, dass dieses Flächenelement gegenüber der Strahlrichtung um einen Winkel {\displaystyle \varepsilon } geneigt sein kann.

## Messung
Die Lichtstärke lässt sich in Verbindung mit dem o. g. photometrischen Entfernungsgesetz über die Messung der Beleuchtungsstärke ermitteln (siehe Beleuchtungsstärke#Messung und Lichtstrom#Messverfahren).

## Beispiele für Lichtstärken verschiedener Lichtquellen
| Lichtquelle                                           | Lichtstärke |
| ----------------------------------------------------- | ----------- |
| Glühwürmchen                                          | 0,0002 cd   |
| Kerze (in allen Richtungen)                           | ca. 1 cd    |
| Glühlampe 100 W (in allen Richtungen)                 | ca. 100 cd  |
| Grüner Laserpointer, 532 nm, 5 mW, 1,0 mrad Divergenz | 3,8·106 cd  |
| Leuchtfeuer Helgoland                                 | 40·106 cd   |
| Sonne (in allen Richtungen)                           | 3,0·1027 cd |

## Veraltete Einheiten
| alte Einheit               | in Candela |
| -------------------------- | ---------- |
| Carcel                     | 9,74 cd    |
| DVGW-Kerze                 | 1,08 cd    |
| Berliner LE                | 1,11 cd    |
| Kerzenstärke (Candlepower) | 0,981 cd   |
| Hefnerkerze (HK)           | 0,903 cd   |
| Violle                     | 20,38 cd   |
| Internationale Kerze (IK)  | 1,019 cd   |

Früher übliche Lichtstärkeeinheiten waren:
- Alte Lichteinheit, definiert durch eine 83 g schwere Wachskerze mit einer Flammenhöhe von 42 mm
- Carcel, 1860 in Frankreich eingeführte Uhrwerklampe mit Rapsöl
- Vereinsparaffinkerze (1868) die Einheit des Deutschen Vereins der Gas- und Wasserfachmänner, DVGW, definiert durch eine Paraffinkerze von 20 mm Durchmesser bei 50 mm Flammenhöhe
- Berliner Lichteinheit, definiert durch eine Walrat-Kerze mit 44,5 mm Flammenhöhe und einem Verbrauch von 7,77 g pro Stunde
- Kerzenstärke (candlepower, Englische Normalkerze), eine 1860 eingeführte Walrat-Kerze
- 1-Kerzen-Pentanlampe (1877), 1-Kerzen-Pentandochtlampe (1887) und 10-Kerzen-Pentangaslampe (1898) sind von Augustus Harcourt erfundene Lampen mit Pentan als Brennstoff, welche nacheinander die Englische Normalkerze ablösten.
- Hefnerkerze (HK), in Deutschland ab 1890 verwendete Amylacetat-Lampe
- Violle-Einheit, 1889 definiert als die Lichtstärke eines Quadratzentimeters Platin bei einer Verfestigungstemperatur von 2042 Kelvin, benannt nach dem französischen Physiker Jules Violle
- Internationale Kerze (IK), in Frankreich vor 1901 als „Bougie Décimale“, definiert als 1⁄20 der Violle-Einheit;
1909 von Großbritannien und den USA übernommen.

Alle diese Einheiten wurden 1942 durch die „Neue Kerze“ (NK) ersetzt, die 1948 in Candela umbenannt wurde und seitdem die SI-Einheit für die Lichtstärke ist.